# Светско првенство у атлетици у дворани 2012 — бацање кугле за мушкарце
Бацање кугле у мушкој конкуренцији на Светском првенству у атлетици 2012. у Истанбулу одржано је 9. марта у Атлетској арени Атакуј.
Титулу је бранио Кристијан Кантвел из САД.

## Земље учеснице
Учествовала су 23 такмичара из 20 земаља.
| - 1. Аргентина (1) - 2. Аустралија (1) - 3. Босна и Херцеговина (1) - 4. Канада (1) - 5. Кинески Тајпеј (1) - 6. Куба (1) - 7. Данска (1) | - 8. Немачка (2) - 9. Мађарска (1) - 10. Иран (1) - 11. Холандија (1) - 12. Пољска (1) - 13. Португалија (1) - 14. Русија (2) | - 15. Самоа (1) - 16. Србија (1) - 17. Јужноафричка Република (1) - 18. Шпанија (1) - 19. Турска (1) - 20. САД (2) |

## Победници
|                   |                     |                       |
| Рајан Вајтинг САД | Давид Шторл Немачка | Томаш Мајевски Пољска |

## Рекорди пре почетка Светског првенства 2012.
Стање 8. март 2012.
| Светски рекорд                                   | 22,66 | Ренди Барнс, Сједињене Државе   | Лос Анђелес, САД             | 20. јануар 1989.  |
| Рекорд светских првенстава у дворани             | 22,24 | Улф Тимерман Источна Немачка    | Индијанаполис, САД           | 7. март 1987.     |
| Најбољи резултат сезоне у дворани                | 21,87 | Рис Хофа, Сједињене Државе      | Кемниц, Немачка              | 28. јануар 2012.  |
| Европски рекорд                                  | 22,55 | Улф Тимерман Источна Немачка    | Зенфтенберг, Западна Немачка | 11. фебруар 1989. |
| Северноамерички рекорд                           | 22,66 | Ренди Барнс, Сједињене Државе   | Лос Анђелес, САД             | 20. јануар 1989.  |
| Јужноамерички рекорд                             | 20,15 | Герт Вајл, Чиле                 | Леверкузен, Западна Немачка  | 31. јануар 1985.  |
| Афрички рекорд                                   | 21,47 | Јанус Робертс, Јужна Африка     | Норман, САД                  | 1. децембар 2001. |
| Азијски рекорд                                   | 20,16 | Џанг Ђуен, Кина                 | Нанкинг, Кина                | 13. фебруар 2012. |
| Океанијски рекорд                                | 20,83 | Скот Мартин, Аустралија         | Валенсија, Шпанија           | 7. март 2008.     |
| Рекорди после завршетка Светског првенства 2014. |       |                                 |                              |                   |
| Најбољи резултат сезоне                          | 22,00 | Рајан Вајтинг, Сједињене Државе | Истанбул, Турска             | 9. март 2012.     |
| Јужноамерички рекорд                             | 20,40 | Херман Лауро, Аргентина         | Истанбул, Турска             | 9. март 2012.     |

### Најбољи резултати у 2012. години
Десет најбољих атлетичара године у бацању кугле у дворани пре почетка првенства (8. марта 2012), имали су следећи пласман.
| 1.  | Рис Хофа, Сједињене Државе          | 21,87 | 28. јануар  |
| 2.  | Рајан Вајтинг, Сједињене Државе     | 21,60 | 26. фебруар |
| 3.  | Кристијан Кантвел, Сједињене Државе | 21,53 | 26. фебруар |
| 4.  | Давид Шторл, Немачка                | 21,40 | 25. фебруар |
| 5.  | Адам Нелсон, Сједињене Државе       | 21,27 | 4. фебруар  |
| 6.  | Томаш Мајевски, Пољска              | 21,27 | 12. фебруар |
| 7.  | Максим Сидоров, Русија              | 20,98 | 23. фебруар |
| 8.  | Џастин Род, Канада                  | 20,95 | 11. фебруар |
| 9.  | Марко Фортес, Португалија           | 20,91 | 12. јануар  |
| 10. | Асмир Колашинац Србија              | 20,64 | 4. фебруар  |

Такмичари чија су имена подебљана учествују на СП 2012.

## Квалификациона норма
| дворана или отворено |
| -------------------- |
| 20,00 м              |

## Сатница
| Датум        | Време | Ниво          |
| ------------ | ----- | ------------- |
| 9. март 2014 | 10:05 | Квалификације |
| 9. март 2014 | 18:10 | Финале        |

## Резултати

### Квалификације
Квалификациона норма за финале износила је 20,70 м (КВ), коју су испунила 3 такмичара, а 5 су се квалификовали према постигнутом резултату. Такмичило се у једној групи, са почетком у 9:44 а завршило је у 11:04.
| Поз. | Атлетичар        | Земља                  | 1.    | 2.    | 3.    | Резултат | Белешка |
| ---- | ---------------- | ---------------------- | ----- | ----- | ----- | -------- | ------- |
| 1    | Давид Шторл      | Немачка                | 21,43 |       |       | 21,43    | ЛРС, КВ |
| 2    | Рис Хофа         | САД                    | 21,23 |       |       | 21,23    | КВ      |
| 3    | Томаш Мајевски   | Пољска                 | 20,33 | 21,17 |       | 21,17    | КВ      |
| 4    | Херман Лауро     | Аргентина              | 20,35 | 20,08 | 20,40 | 20,40    | ЈАР, кв |
| 5    | Рајан Вајтинг    | САД                    | х     | 20,37 | 20,27 | 20,37    | кв      |
| 6    | Рутгер Смит      | Холандија              | 19,36 | 20,19 | 20,21 | 20,21    | кв      |
| 7    | Иван Јушков      | Русија                 | 20,14 | 19,49 | 19,99 | 20,14    | кв      |
| 8    | Максим Сидоров   | Русија                 | 19,45 | 19,24 | 20,04 | 20,04    | кв      |
| 9    | Дилан Армстронг  | Канада                 | 19,84 | х     | х     | 19,84    |         |
| 10   | Марко Фотес      | Португалија            | 19,83 | 19,21 | 19,20 | 19,83    |         |
| 11   | Дејл Стивенсон   | Аустралија             | 19,72 | х     | 19,80 | 19,80    |         |
| 12   | Асмир Колашинац  | Србија                 | х     | х     | 19,70 | 19,70    |         |
| 13   | Карлос Велиз     | Куба                   | 19,60 | 19,64 | х     | 19,64    |         |
| 14   | Лајош Курти      | Мађарска               | х     | х     | 19,62 | 19,62    |         |
| 15   | Candy Bauer      | Немачка                | х     | х     | 19,60 | 19,60    |         |
| 16   | Амин Никфар      | Иран                   | 18,69 | 18,82 | 18,97 | 18,97    |         |
| 17   | Бургер Ламбрехт  | Јужноафричка Република | 18,96 | х     | х     | 18,96    |         |
| 18   | Борха Вивас      | Шпанија                | 18,94 | х     | 18,52 | 18,94    |         |
| 19   | Ким Кристенсен   | Данска                 | х     | х     | 18,87 | 18,87    |         |
| 20   | Хамза Алић       | Босна и Херцегивина    | 18,49 | 18,80 | х     | 18,80    |         |
| 21   | Чанг Минг Хванг  | Кинески Тајпеј         | х     | 18,75 | х     | 18,75    |         |
| 22   | Емануеле Фуамату | Самоа                  | 18,60 | х     | х     | 18,60    | НР      |
| 23   | Хусејин Атиџи    | Турска                 | 18,42 | 18,34 | 18,38 | 18,42    |         |

### Финале
Свих 8 финалиста су извели по 6 бацања. Финале је одржано од 19,54 до 20,04.
| Место | Атлетичар      | Земља     | 1.    | 2.    | 3.    | 4.    | 5.    | 6.    | Резултат | Белешка |
| ----- | -------------- | --------- | ----- | ----- | ----- | ----- | ----- | ----- | -------- | ------- |
|       | Рајан Вајтинг  | САД       | 21,59 | х     | 21,06 | 21,16 | 22,00 | 21,98 | 22,00    | СРС     |
|       | Давид Шторл    | Немачка   | 21,88 | х     | 21,86 | х     | х     | х     | 21,88    | ЛР      |
|       | Томаш Мајевски | Пољска    | 21,28 | 21,65 | х     | 20,94 | 21,72 | х     | 21,72    | НР      |
| 4     | Рис Хофа       | САД       | 20,41 | 21,55 | 20,86 | х     | х     | х     | 21,55    |         |
| 5     | Максим Сидоров | Русија    | 20,22 | 20,21 | 20,78 | х     | 20,50 | х     | 20,78    |         |
| 6     | Херман Лауро   | Аргентина | 20,13 | 20,22 | 19,82 | 19,93 | 20,19 | 20,38 | 20,38    |         |
| 7     | Рутгер Смит    | Холандија | х     | х     | 20,30 | х     | х     | х     | 20,30    |         |
| 8     | Иван Јушков    | Русија    | 19,65 | 20,10 | 19,84 | 19,84 | 19,99 | 19,78 | 20,10    |         |